# News of the World Darts Championship 1956
Die News of the World Darts Championship 1956 (offiziell: "News of the World" Individual Darts Championship of England and Wales) war ein Dartsturnier, das am 28. April 1956 in der Empress Hall (Earls Court, London) ausgetragen und durch die Boulevardzeitung News of the World gesponsert wurde. Es handelte sich um die neunte Auflage des Turniers als nationale Meisterschaft. Teilnahmeberechtigt waren die acht Gewinner der regionalen Meisterschaften der Saison 1955/56, die in England (Eastern Counties, Lancashire & Cheshire, London & Home Counties, Midland Counties, North of England, Western Counties und Yorkshire) sowie in Wales stattfanden.
Turniersieger wurde vor 11.000 Zuschauern der 26-jährige Regionalmeister der Eastern Counties Trevor Peachey (Black Fox, Thurston), der nach Matchgewinnen über Herbert „Herbie“ Morris (Regionalmeister Lancashire & Cheshire) und Frank Radforth (Regionalmeister Yorkshire) im Finale schließlich den walisischen Regionalmeister Les Campbell (Boot Inn, Dinas Powys) besiegen konnte.

## Turnierplan
|  | Viertelfinale (Best of 3 Legs) | Viertelfinale (Best of 3 Legs) |               |   | Halbfinale (Best of 3 Legs) | Halbfinale (Best of 3 Legs) |  |  | Finale (Best of 3 Legs) | Finale (Best of 3 Legs) |
|  |                                |                                |               |   |                             |                             |  |  |                         |                         |
|  | Albert Burke                   | 2                              |               |   |                             |                             |  |  |                         |                         |
|  | Jack Wallace                   | 1                              |               |   |                             |                             |  |  |                         |                         |
|  | Jack Wallace                   | 1                              | Albert Burke  | 1 |                             |                             |  |  |                         |                         |
|  |                                |                                | Albert Burke  | 1 |                             |                             |  |  |                         |                         |
|  |                                | Les Campbell                   | 2             |   |                             |                             |  |  |                         |                         |
|  | Les Campbell                   | Les Campbell                   | 2             | 2 |                             |                             |  |  |                         |                         |
|  | Les Campbell                   |                                |               | 2 |                             |                             |  |  |                         |                         |
|  | Fred Pritchard                 | 1                              |               |   |                             |                             |  |  |                         |                         |
|  |                                |                                | Les Campbell  | 0 |                             |                             |  |  |                         |                         |
|  |                                | Trevor Peachey                 | 2             |   |                             |                             |  |  |                         |                         |
|  | Fred Radforth                  | 2                              |               |   |                             |                             |  |  |                         |                         |
|  | Tom Reddington                 | 1                              |               |   |                             |                             |  |  |                         |                         |
|  | Tom Reddington                 | 1                              | Fred Radforth | 1 |                             |                             |  |  |                         |                         |
|  |                                |                                | Fred Radforth | 1 |                             |                             |  |  |                         |                         |
|  |                                | Trevor Peachey                 | 2             |   |                             |                             |  |  |                         |                         |
|  | Trevor Peachey                 | Trevor Peachey                 | 2             | 2 |                             |                             |  |  |                         |                         |
|  | Trevor Peachey                 |                                |               | 2 |                             |                             |  |  |                         |                         |
|  | Herbie Morris                  | 0                              |               |   |                             |                             |  |  |                         |                         |